# Publiusz Korneliusz Dolabella
Publius Cornelius Dolabella (ur. ok. 70 p.n.e., zm. 43 p.n.e.) – oficer w armii Cezara, trybun ludowy (47) i konsul (44).
W 49 p.n.e. dowodził flotą Cezara na Adriatyku; brał udział w bitwach pod Farsalos (48), Thapsus (46) i Mundą (45). Po śmierci Cezara początkowo popierał jego zabójców, potem jednak stanął po stronie Marka Antoniusza, który mianował go namiestnikiem Syrii. Między 44 a 43 zajął Smyrnę (obecnie Izmir) i zgładził jej zarządcę, Gajusza Treboniusza, za co senat rzymski ogłosił go wrogiem publicznym i wysłał przeciw niemu wojska pod dowództwem Kasjusza Longinusa. W bitwie pod Laodyceą (Syria) oddziały Dolabelli zostały rozbite, zaś on sam umarł śmiercią samobójczą.